# Ката Мисиркова
Ката Мисиркова–Руменова (на македонска литературна норма: Ката Мисиркова-Руменова) е писателка и поетеса от Република Македония. Родена е на 14 септември 1930 година в ениджевардарското село Постол, Егейска Македония, Гърция. Работи като библиотекарка. Член е на Дружеството на писателите на Македония от 1966 година. Умира на 22 ноември 2012 година в Скопие.

## Творчество
- Го љубам својот град (роман за деца, 1964)
- Детството на Мисирков (роман за деца, 1965)
- Скршени вејки (драма, 1965)
- Песна за огновите (разкази, 1966)
- Жешка земја (роман, 1968)
- Добрите момчиња од земјата вардарска (роман, 1969)
- Корнење (роман, 1972)
- Вид и објектот (роман, 1975)
- Кресненското востание (драма, 1976)
- Илинденски раскази (разкази за деца, 1978)
- Ликот на Карастоилов (повест, 1978)
- Ноќ во осаменоста (поезия, 1979)
- Јужен ветар (драма, 1979)
- Неосудени (драма, 1980)
- Жежок пат (роман, 1981)
- Милосија (роман за деца, 1982)
- Довик (роман, 1983)
- Мирка Гинова (драма, 1985)
- Султана (роман, 1987)
- Жеголец во срцето (роман, 1987)
- Скалила (роман за деца, 1987)
- Неоджилени (разкази, 1988)
- Сонот на будната птица (роман за деца, 1988)
- Мајка Которичанка (разкази, 1988)
- Патилата на Милосија (роман за деца, 1989)
- Во смрт од љубов (роман, 1990)
- Скаменета солза (поезија, 1990)
- Топлата прегратка на Гоцевата мајка (разкази за деца, 1990)
- Ѕидовите од Пела (роман за деца, 1991)
- Катарни години (роман, 1992)
- Вознесот на Милосија (роман за деца)
- Ѕидови од пајажина (роман, 1993)
- Водоскоци (роман за деца, 1994)
- Писмата до Соња (раскази за деца, 1994)
- Стапалки по жолти лисја (роман, 1995)
- Плач пред ѕидот (поезия, 1996)
- Големите атови (роман, 1997)
- Македонките во Пекинг (монография, 1997)
- Авантурите на Ѓурѓа (роман за деца, 1997)
- Белегзија (поема, 1998)
- Воскрес на душата (поезия)
- Зунка (драма, 1998)
- Ќе ме убие капката Стефи (поезия, 1998)
- Виорот на болката (поезия, 1999)
- Пранги (роман, 2000)
- Пред лицето – Ченто (поезия, 2000)
- Пранги (роман, 2000)

ТВ драми
- Крепост
- Одлука
- Средба
- Вознес на душата

Монодрами
- Мајка Которичанка
- Малина Поп Иванова
- Гоце Делчев
- Султана